# Combarbalá
Combarbalá è un comune del Cile della provincia di Limarí nella Regione di Coquimbo. Al censimento del 2012 possedeva una popolazione di 13.605 abitanti.

## Società

### Evoluzione demografica
| Censimento del 1992 | Censimento del 2002 |
| 14.382 ab.          | 13.483 ab.          |